# 杜爾塞農布雷德赫蘇斯區
杜爾塞農布雷德赫蘇斯區（西班牙語：Dulce Nombre de Jesús），是哥斯達黎加的一個區，位於該國中部聖何塞省，始建於1910年11月15日，面積66.30平方公里，海拔高度1,345米，2011年人口9,627，人口密度每平方公里145.20人。